# Замок Фіддон
Замок Фіддон (англ. Fiddaun Castle) — один із замків Ірландії, розташований у графстві Ґолвей, біля селища Туббер, яке ще називається ірландською Тобар Рі ан Домнайг (ірл. Tobar Rí an Domhnaigh) — Хороший Король Неділі.

## Історія замку Фіддон
Замок Фіддон був збудований в середині XV століття в норманському стилі в баронстві Кілтартан. Замок збудував ірландський клан Ві Фіахрах Айдне (ірл. Uí Fiachrach Aidhne). Найімовірніше, що замок був збудований вождем клану — сером Роджером Гілла Дув О Шехнассіх (ірл. Sir Roger Gilla Dubh Ó Seachnasaigh). Принаймні точно відомо, що він жив там і перша згадка в історичних джерелах про цей замок говорить, що в цьому замку жив саме цей ірландський ватажок. Це був один із чотирьох замків, що потім належав клану О'Шогнессі (ірл. O'Shaughnessy). Замок являє собою вежу, оточену фортечною стіною. Замок розташований між озерами Лох-Ду та Лох-Аслаун. Замок стоїть на приватній землі, але охороняється державою — Управліннях громадських робіт, як пам'ятка історії та архітектури.